# Scutellaria molanguitensis
Scutellaria molanguitensis là một loài thực vật có hoa trong họ Hoa môi. Loài này được Hiriart miêu tả khoa học đầu tiên năm 1984 publ. 1986.